# Murat-sur-Vèbre
Murat-sur-Vèbre ist eine französische Gemeinde mit 851 Einwohnern (Stand: 1. Januar 2022) im Département Tarn in der Region Okzitanien. Sie gehört zum Arrondissement Castres und ist Mitglied im Gemeindeverband Communauté de communes du Haut-Languedoc. Die Bewohner werden Muratais und Murataises genannt.
Das Gemeindegebiet gehört zum Regionalen Naturpark Haut-Languedoc und wird vom Fluss Vèbre durchquert. Sein Zufluss Viau verläuft an der nordwestlichen Gemeindegrenze.

Megalithen von Murat-sur-Vèbre
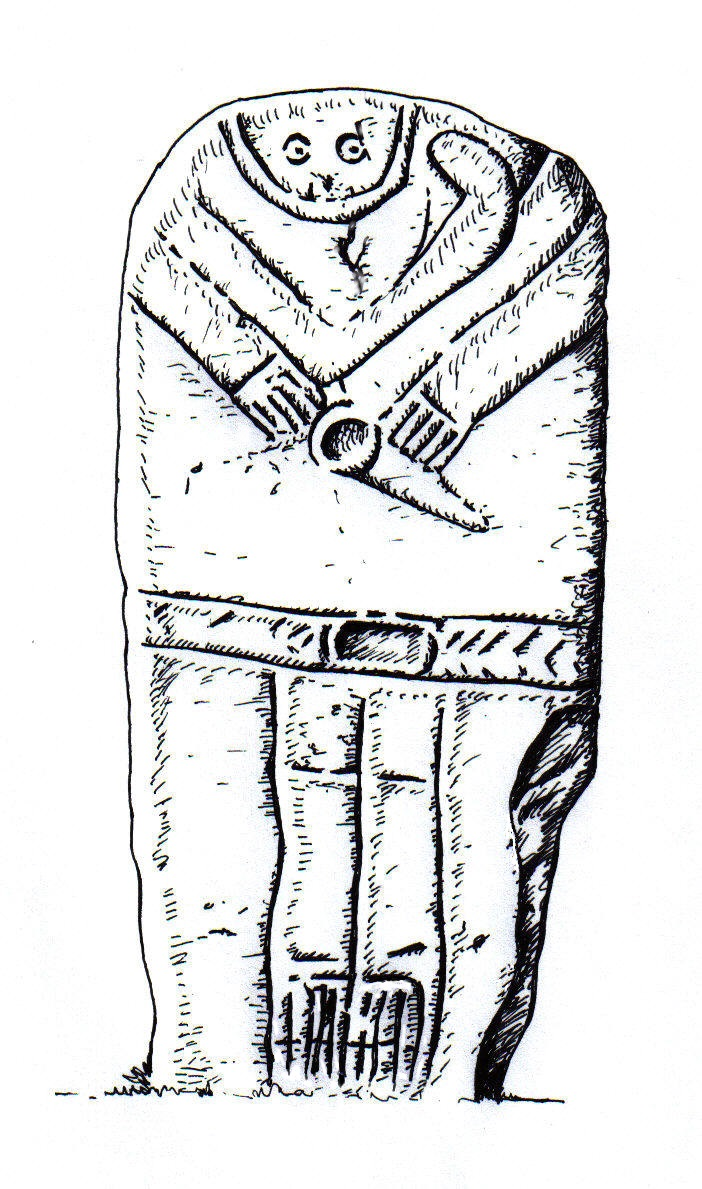
Statuenmenhir
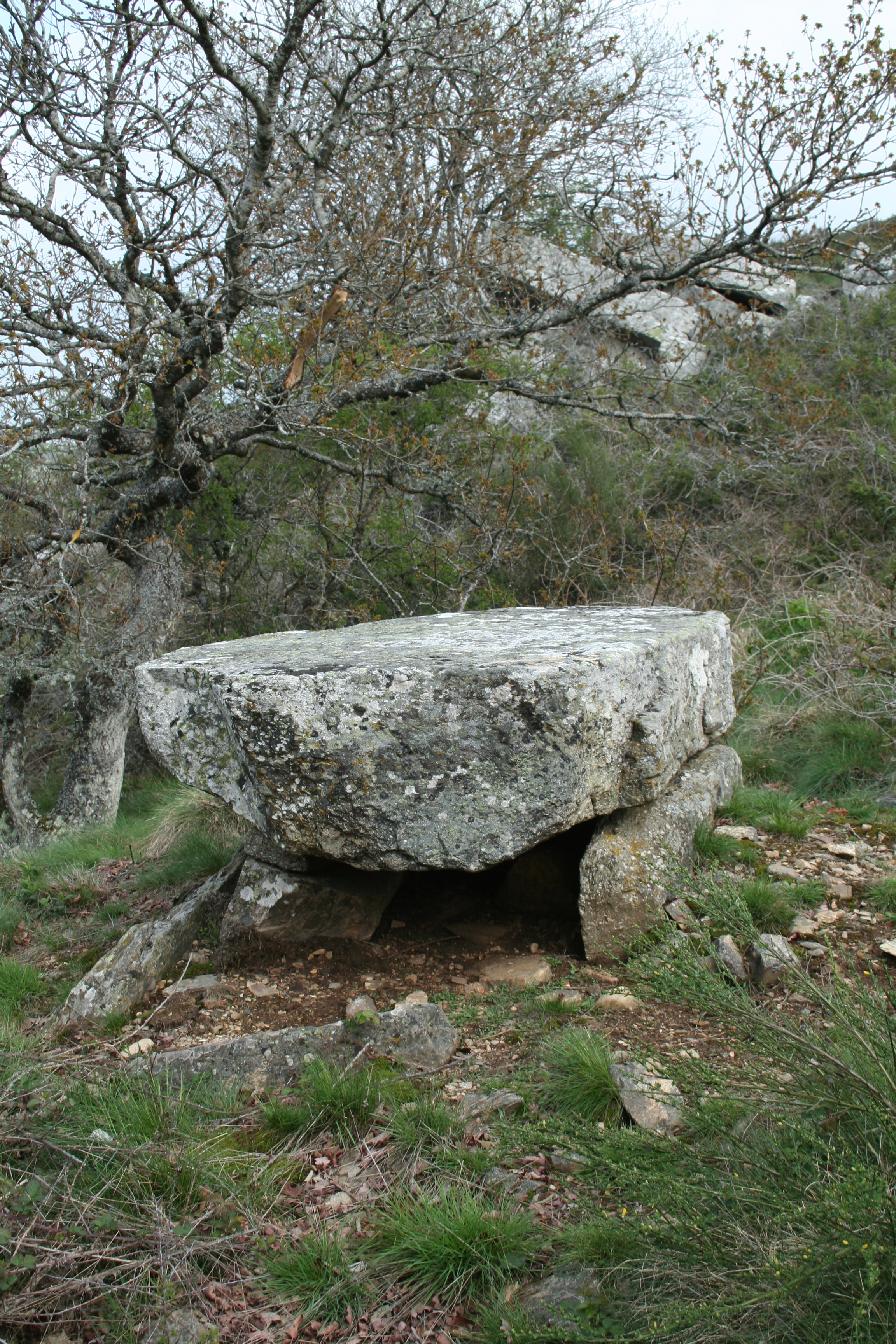
Dolmen von Lagarde
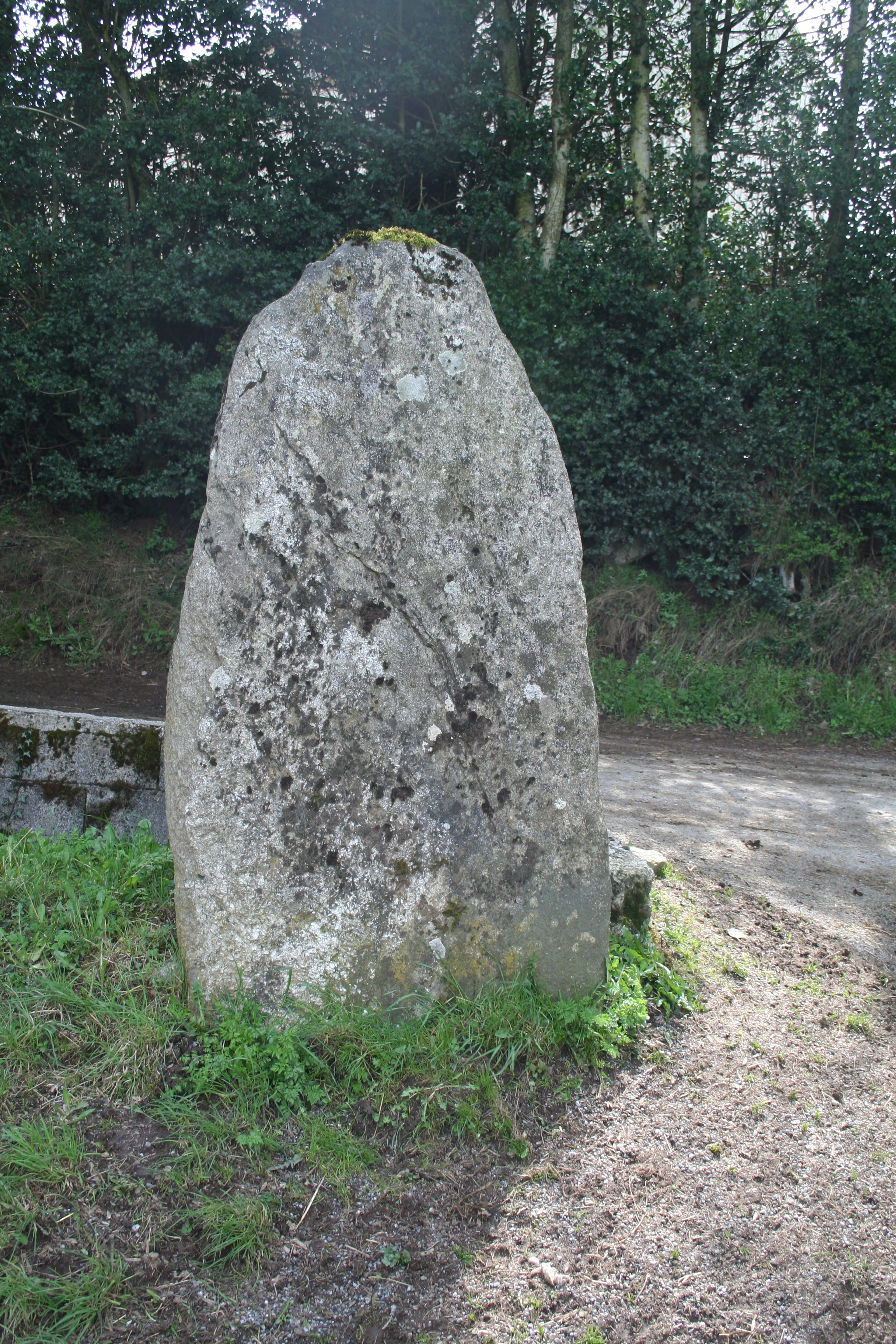
Menhir von Paumerou
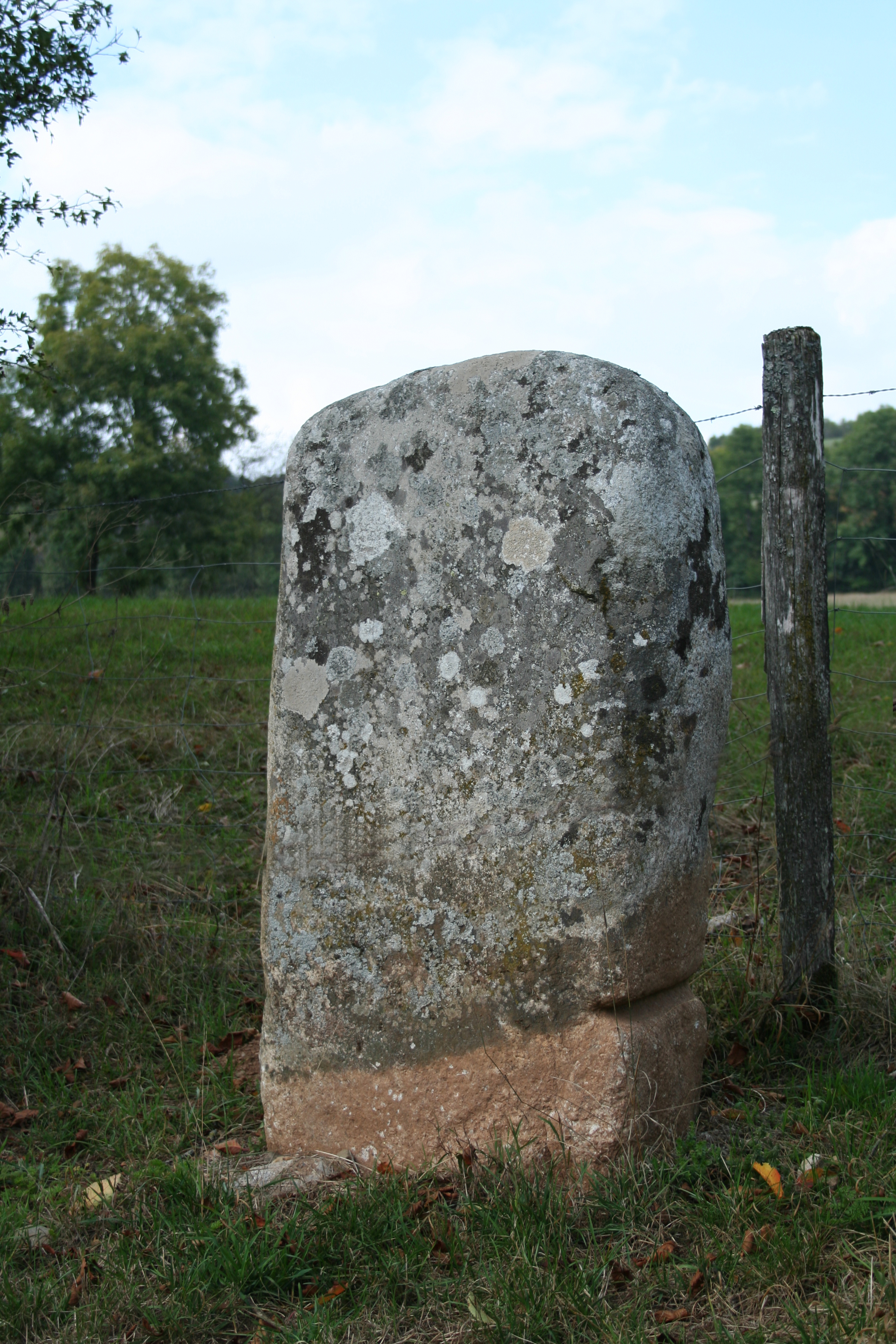
Menhir von Boissezon

Murat-sur-Vèbre ist die östlichste Gemeinde des Départements Tarn. Im Ort befindet sich das Centre d’interprétation des Mégalithes mit zwölf Statuenmenhiren oder deren Kopien. Im Ort liegt auch die Dolmen du Devès de Félines oder „Dolmen von Lagarde“. Ein ausgeschilderter Rundwanderweg „Circuit des Statues Menhirs des Monts de Lacaune“ (40 km) führt zu 16 weiteren Statuenmenhiren.